# بزرگراه ۶۸ آسیا
بزرگراه ۶۸ آسیا که به صورت علامت اختصاری AH-68 نشان داده می‌شود، بزرگراهی است به طول ۲۷۸ کیلومتر که از جینگ در سین‌کیانگ چین آغاز شده و در اوشارال قزاقستان پایان می‌یابد و دو بزرگراه ۵ و ۶۰ آسیا را به هم متصل می‌کند. مسیر آن از جاده‌های زیر است:

## چین
- جاده S305: جینگ - اوتبولاغ
- جاده S205: اوتبولاغ - گذرگاه الاتاو

## قزاقستان
- A7 بزرگراه A7: دوستیک - اوشارال